# Фрідріх Кіцінгер
Фрідріх Кітцінгер (нім. Friedrich Kitzinger; також Фрідріх «Фріц» Кітцінгер нім. Friederich „Fritz“ Kitzinger; 8 листопада 1872, Фюрт — 15 липня 1943 Тель-Авів, мандат Ліги Націй для Палестини) — німецький професор єврейського походження, експерт з кримінального права в Мюнхенському університеті (1921) і Університеті Галле (1926). Його наукові роботи, як і Ервейна Хеплера фон Гермінгена, «часто згадувалися та використовувалися» судом Рейху.

## Життєпис
Фрідріх Кіцінгер народився 8 листопада 1872 року у Фюрті в єврейській родині. Його батьками були Самуїл Лев Кіцінгер (1842—1903) та його дружина Іда Кіцінгер, уроджена Дінкельсбюлер (1849—1910). У подружжя народилося троє синів, у тому числі адвокат і батько Ернста Кіцінгера Вільгельм Натан Кіцінгер (1870—1945), якому було заборонено займатися медичною практикою в 1938 році та донька. Фрідріх Кіцінгер одружився з Фрідою Фрідель Гейгер, у них народився син Ганс Кіцінгер (1911—2009), який пізніше змінив прізвище на Гад. У 1911 і 1914 роках письменниця Фанні Грефін цу Ревентлов листувалася з подружжям Фрідель і Фрідріхом Кіцінгерами.
Після вивчення права та отримання докторського ступеня Кіцінгер працював стажистом-юристом у судочинстві Мюнхена з 1895 по 1898 рік. Після захисту дипломної роботи в 1902 році він викладав кримінальне право та кримінально-процесуальне право; У 1908 році став професором.
З 1921 року перебував на посаді доцента. У 1926 році він був призначений в Галле для викладання «допоміжних кримінальних наук» і, працював на посаді повного професора з 1931 року, був звільнений у вересні 1933 року.
Після еміграції до Великобританії та збереження місця проживання в Німеччині, він був відправлений до концтабору Дахау в 1939 році під час свого тимчасового перебування в Мюнхені, звідки він був звільнений і переїхав до Палестини через Англію в тому ж році. В іншому джерелі йдеться про перебування в концтаборі в 1938 році та наступний від'їзд у 1939 році.

## Публікації
- 1898: Zur Lehre von der Rechtswidrigkeit im Strafrecht (Von Rechtspractikant Dr. jur.) Friedrich Kitzinger
- 1901: Der ambulante Gerichtsstand der Presse mit dem Titelzusatz: und die diesbezüglichen Aufgaben des Gesetzgebers.
- 1902: Ort und Zeit der Handlung im Strafrecht: zugleich eine Betrachtung der Erscheinungsformen des Deliktes — Habilitationsschrift
- 1905 Die Internationale Kriminalistische Vereinigung Titelzusatz: Betrachtungen über ihr Wesen und ihre bisherige Wirksamkeit
- 1913: Die Verhinderung strafbarer Handlungen durch Polizeigewalt. Grundzüge der Rechtspolizei und Beiträge zur Konstruktion des Strafrechts. 1. Aufl. 261. S.
- 1920: Das Reichsgesetz über die Presse
- 1924: Der Fall Fechenbach, in: Zeitschrift für die gesamte Strafrechtswissenschaft 44,
- 1925: Die Stellung der Gesellschaft zum Verbrechen und zur Strafe. 36 S.